# Israëlisch-Mexicaanse betrekkingen
De landen Israël en Mexico zijn in 1952 diplomatieke betrekkingen aangegaan. Beide landen zijn lid van de Organisatie voor Economische Samenwerking en Ontwikkeling, de Verenigde Naties en de Wereldhandelsorganisatie.

## Geschiedenis

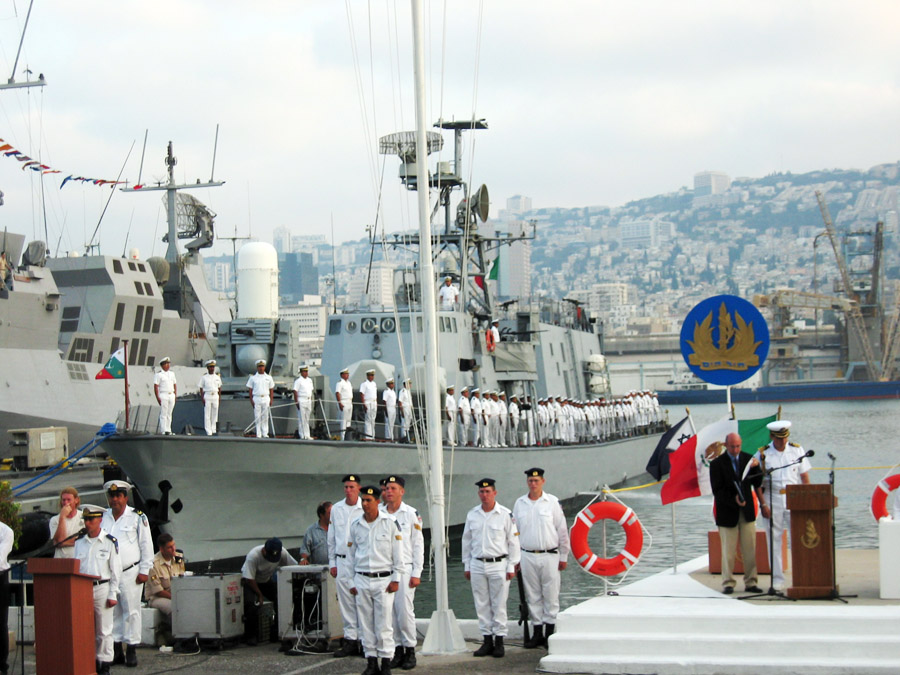
Ceremonie van de overdracht van twee Israëlische marine Sa'ar 4.5-klasse raketboten aan de Mexicaanse marine in 2004

Tijdens de verdeling van Palestina in november 1947 was Mexico een van de tien landen die zich onthielden van stemming over de verdeling. Mexico erkende Israël in 1949 en beide landen gingen op 1 juli 1952 formele diplomatieke betrekkingen aan. Sindsdien hebben beide landen ambassades in elkaars landen geopend. Mexico opende in 1959 zijn ambassade in Tel Aviv. Datzelfde jaar bracht de Israëlische minister van Buitenlandse Zaken Golda Meïr een bezoek aan Mexico.
In 1975 bracht de Mexicaanse president Luis Echeverría een staatsbezoek aan Israël. Dit kwam deels door de wens om de betrekkingen te verbeteren na de goedkeuring van VN-resolutie 3379, die werd aangestuurd door de Beweging van Niet-Gebonden Landen, samen met Arabische landen en het Oostblok. Het ging om een niet-bindende maatregel die het zionisme gelijkstelde aan de apartheid in Zuid-Afrika en een vorm van rassendiscriminatie. Dit proces was een uiting van de bipolaire logica van de Koude Oorlog. De blokstemming resulteerde in een meerderheid in de Verenigde Naties die Israël systematisch veroordeelde in de volgende resoluties: 3089, 3210, 3236, 32/40 en andere. De resolutie werd aangenomen in het licht van de politiek in de Derde Wereld, die werd gepromoot door politici als de Mexicaanse president Echeverría. Hij gebruikte de Wereldvrouwenconferentie van 1975 als platform om zijn eigen positie binnen de Beweging van Niet-Gebonden Landen te versterken en keek ernaar uit om secretaris-generaal van de Verenigde Naties te worden. Dit resulteerde in een toeristische boycot van de Amerikaanse Joodse gemeenschap tegen Mexico, waardoor de interne en externe conflicten in de politiek van Echeverría zichtbaar werden. Met VN-resolutie 46/86 werd resolutie 3379 in 1991 definitief ingetrokken.

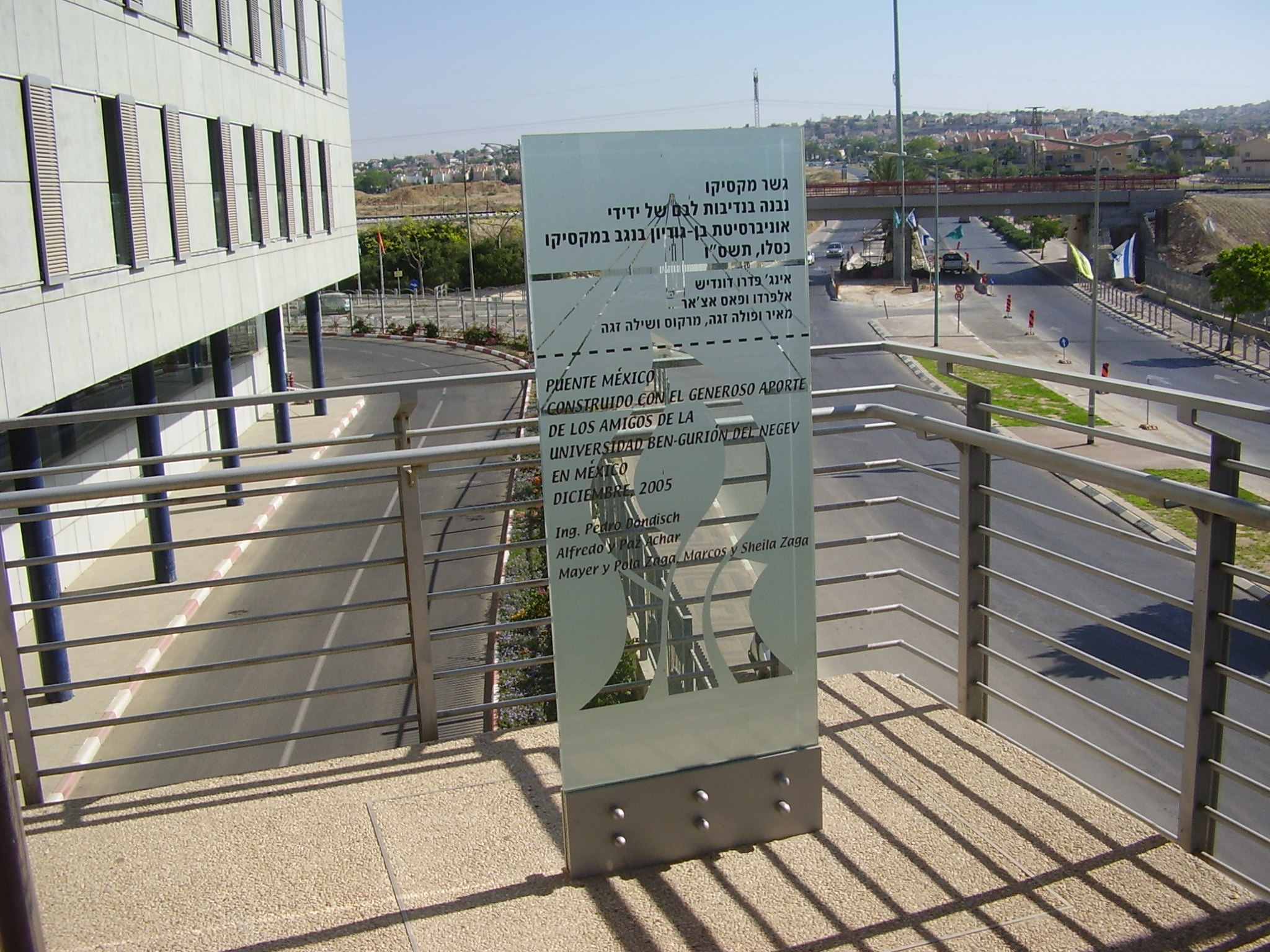
Een plaquette met de inscriptie op een brug naar Mexico bij het treinstation Beër Sjeva Noord.

In 1977 bracht de Israëlische president Ephraim Katzir een bezoek aan Mexico, waar hij president José López Portillo ontmoette. In 2000 bracht de Mexicaanse president Ernesto Zedillo ook een staatsbezoek aan Israël. Tijdens zijn verblijf in Israël ontmoette president Zedillo de Israëlische president Ezer Weizman en beide leiders ondertekenden een vrijhandelsovereenkomst tussen beide landen, met als doel de productieve banden en zakelijke betrekkingen uit te breiden.
In de loop der jaren hebben Mexico en Israël hun militaire samenwerking geïntensiveerd. In 2008 kocht Mexico voor 210 miljoen dollar aan Israëlisch militair materieel. Er zijn ook diverse culturele en toeristische knooppunten tussen beide landen. In oktober 2013 richtte het Mexicaanse Congres een afdeling in hun gebouw in die gewijd was aan de 'Vriendschap tussen Mexico en Israël'.
In september 2016 was de Mexicaanse president Enrique Peña Nieto aanwezig bij de begrafenis van de voormalige Israëlische president Shimon Peres, die plaatsvond op de Nationale Begraafplaats Herzlberg in Jeruzalem. President Peña Nieto werd vergezeld door de toenmalige minister van Buitenlandse Zaken, Claudia Ruiz Massieu, en leden van de Joodse gemeenschap in Mexico.
Op 13 september 2017 bracht de Israëlische premier Benjamin Netanyahu een officieel driedaags bezoek aan Mexico en ontmoette hij president Enrique Peña Nieto en leden van de Joods-Mexicaanse gemeenschap. Premier Netanyahu was de eerste Israëlische regeringsleider die Mexico en Latijns-Amerika bezocht. De betrekkingen tussen beide landen waren enigszins gespannen sinds premier Netanyahu in januari 2017 op Twitter liet weten dat hij het plan van de Amerikaanse president Donald Trump om een grensmuur te bouwen tussen Mexico en de Verenigde Staten steunde. Een paar dagen voor het bezoek van premier Netanyahu stuurde IsraAid humanitaire hulpgoederen naar de door een aardbeving getroffen regio in de Mexicaanse staten Chiapas en Oaxaca, nadat het gebied op 7 september 2017 werd getroffen door een aardbeving met een kracht van 8,1. Tijdens het bezoek van premier Netanyahu tekenden beide landen overeenkomsten over luchtvaart, in de hoop directe vluchten tussen beide landen tot stand te brengen; internationale ontwikkeling, met name samenwerking op het gebied van internationale ontwikkeling die zich richt op relevante ontwikkelingskwesties zoals water, landbouw, initiatieven en innovatie; en een ruimtevaartovereenkomst om de juridische infrastructuur te creëren voor samenwerking op het gebied van het gebruik van de ruimte voor vreedzame doeleinden.
In juli 2022 vierden beide landen 70 jaar diplomatieke betrekkingen. Ter herdenking annuleerde Israël een postzegel ter ere van de betrekkingen tussen beide landen. Mexico presenteerde op zijn beurt een herdenkingstentoonstelling van de historische betrekkingen tussen beide landen binnen de Mexicaanse diplomatieke academie van Instituto Matías Romero.
In 2023 werd ontdekt dat Mexico de ‘eerste en meest productieve’ gebruiker was van het Israëlische Pegasus Spyware-systeem.
Na de aanval van Hamas op Israël op 7 oktober en de daaropvolgende Israëlische militaire reactie, veroordeelde Mexico de aanvallen. Tijdens het daaropvolgende conflict heeft Mexico zich, in vergelijking met andere Latijns-Amerikaanse landen zoals Colombia en Chili, gematigd opgesteld ten opzichte van Israël. Mexico riep op tot een stopzetting van de vijandelijkheden, maar beloofde tegelijkertijd zijn ambassade in Israël open te houden. Op 18 januari 2024 maakte Mexico bekend dat het het onderzoek naar Israëlische oorlogsmisdaden in Gaza door het Internationaal Strafhof steunde, nadat het VN-rapporten en de genocidezaak van Zuid-Afrika tegen Israël had bestudeerd.

## Hoogwaardige bezoeken

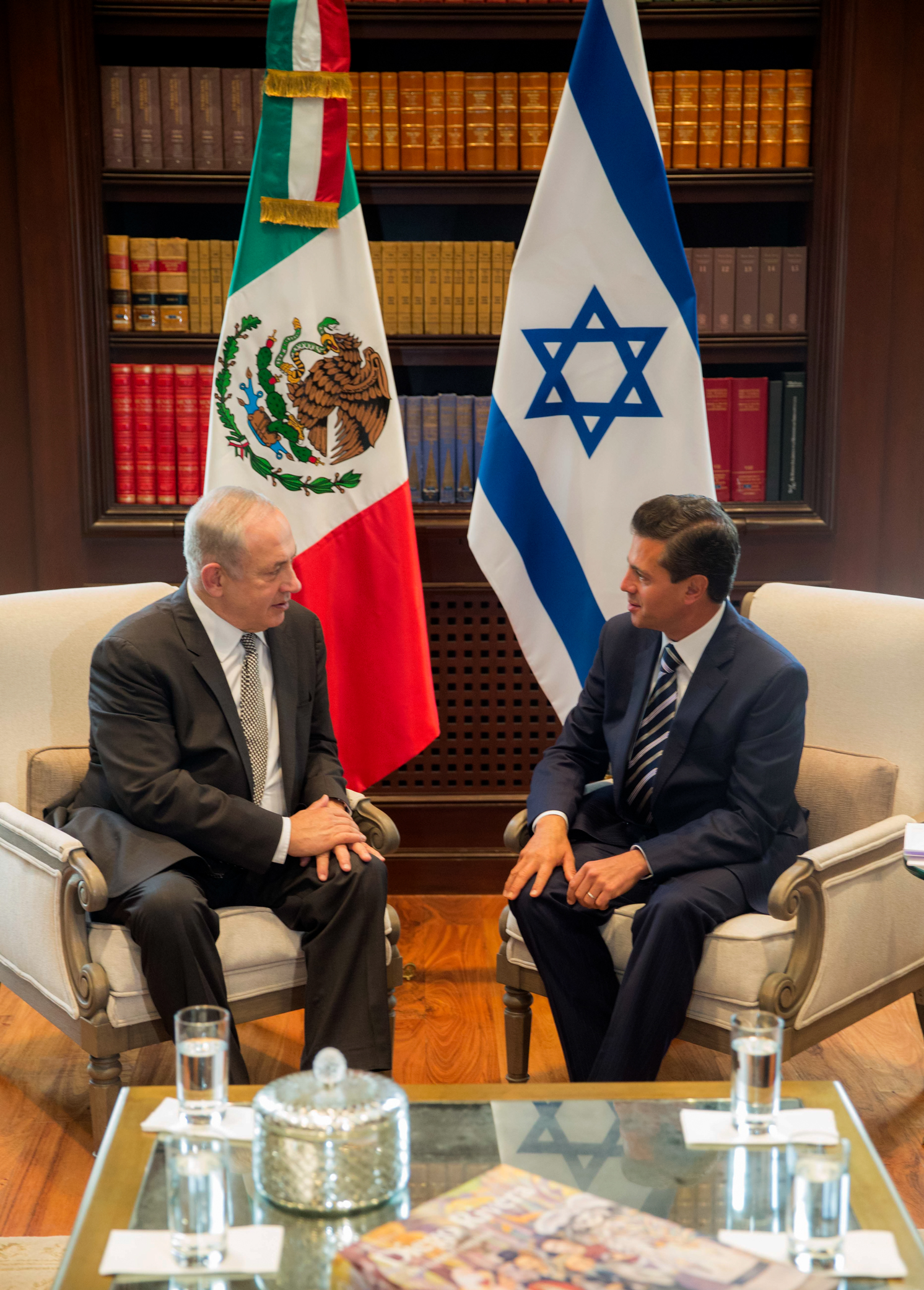
De Israëlische premier Benjamin Netanyahu en de Mexicaanse president Enrique Peña Nieto in Mexico-Stad, 2017.

Hoogwaardige bezoeken van Israël aan Mexico
- Minister van Buitenlandse Zaken Golda Meïr (1959)
- Minister van Buitenlandse Zaken Yigal Allon (1976)
- President Ephraim Katzir (1977)
- Minister van Buitenlandse Zaken Moshe Arens (1990)
- Minister van Buitenlandse Zaken Shimon Peres (1994)
- President Moshe Katsav (2002)
- President Shimon Peres (2013)
- Minister-president Benjamin Netanyahu (2017)

Hoogwaardige bezoeken van Mexico aan Israël
- President Luis Echeverría (1975)
- Minister van Buitenlandse Zaken Emilio Ó. Rabasa (1975)
- President Ernesto Zedillo (2000)
- Minister van Buitenlandse Zaken Rosario Green (2000)
- Onderminister van Buitenlandse Zaken Lourdes Aranda (2009)
- President Enrique Peña Nieto (2016)
- Minister van Buitenlandse Zaken Claudia Ruiz Massieu (2016)

## Galerij

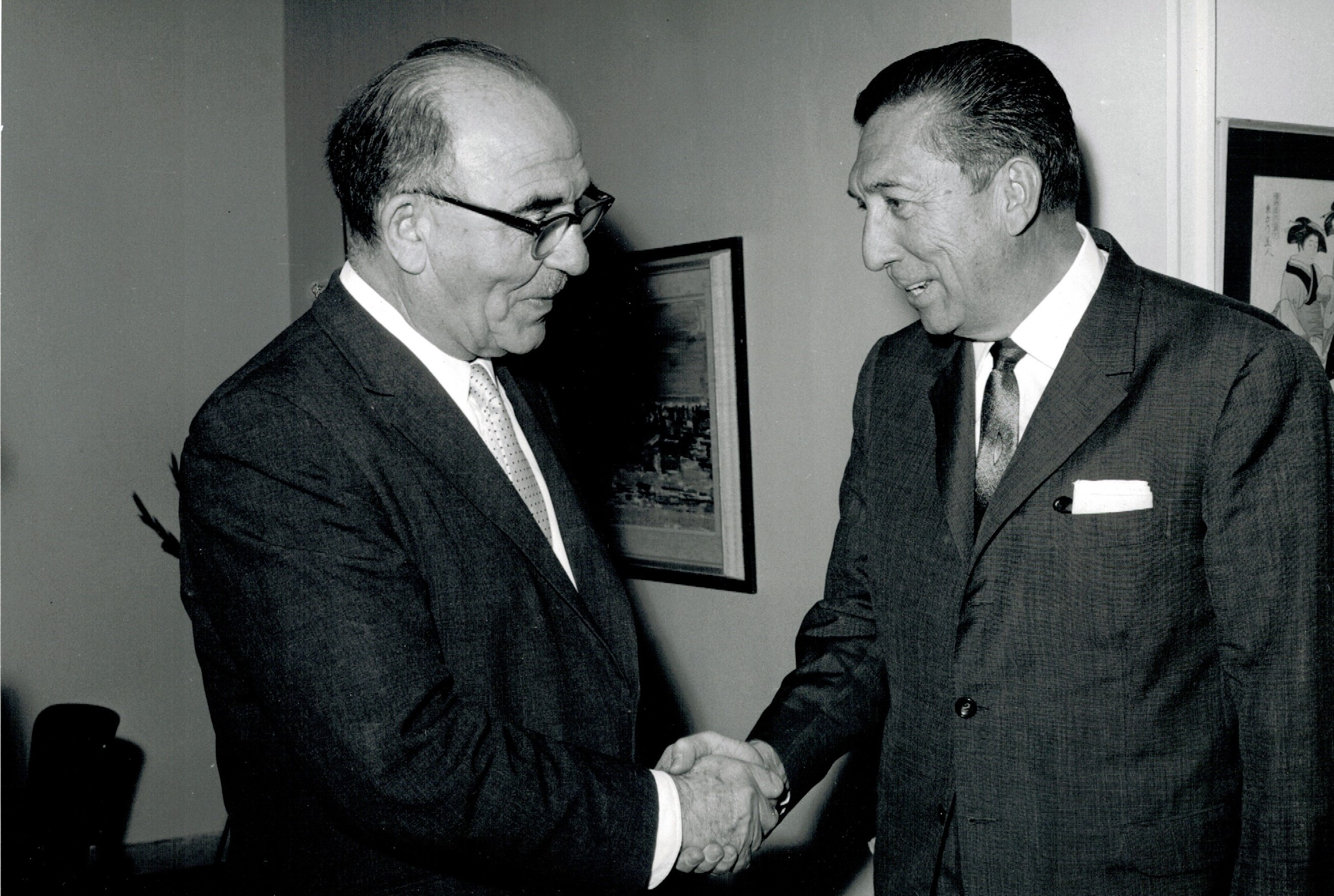
President Miguel Alemán Valdés met premier Levi Eshkol.
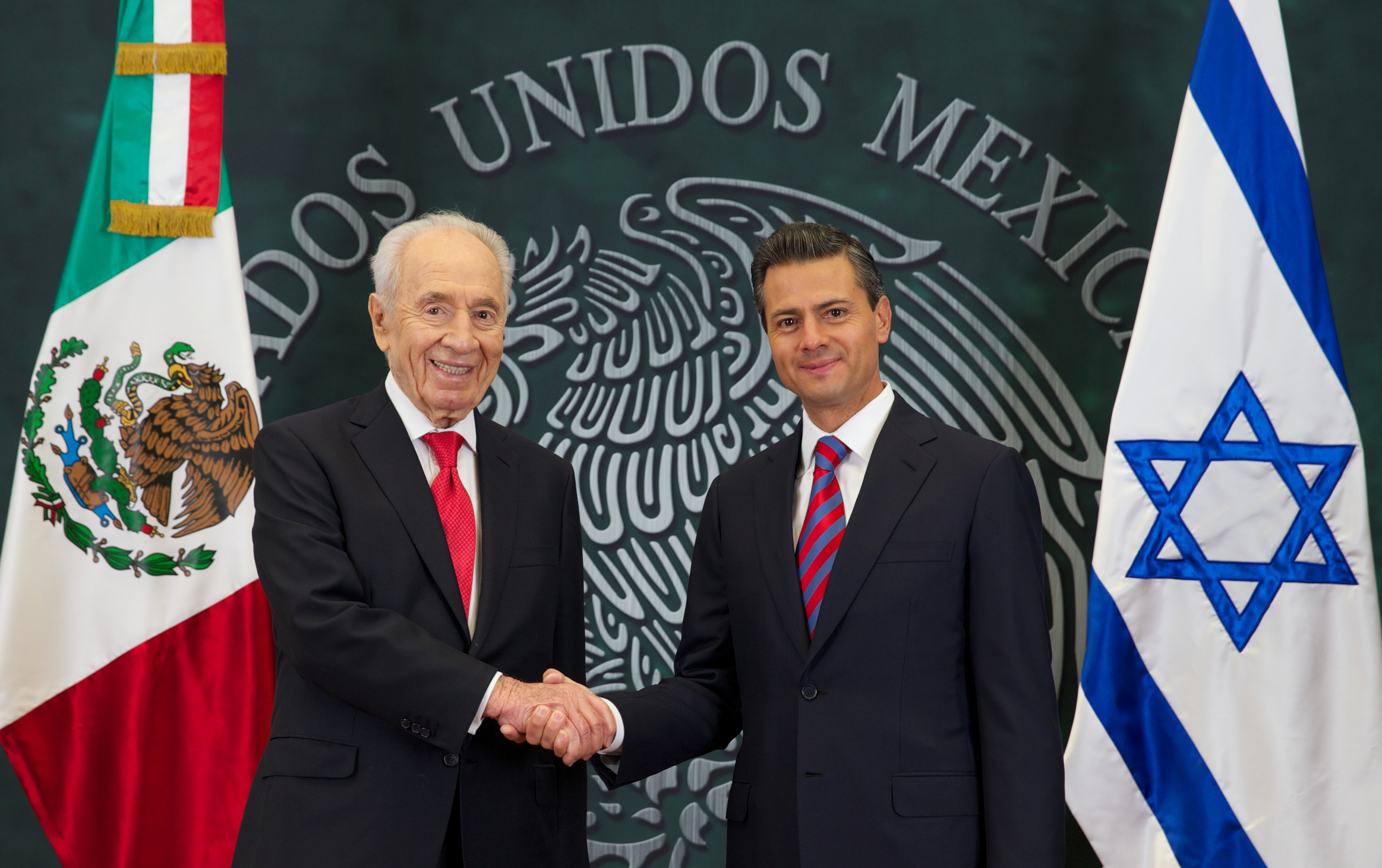
President Shimon Peres en president Enrique Peña Nieto.
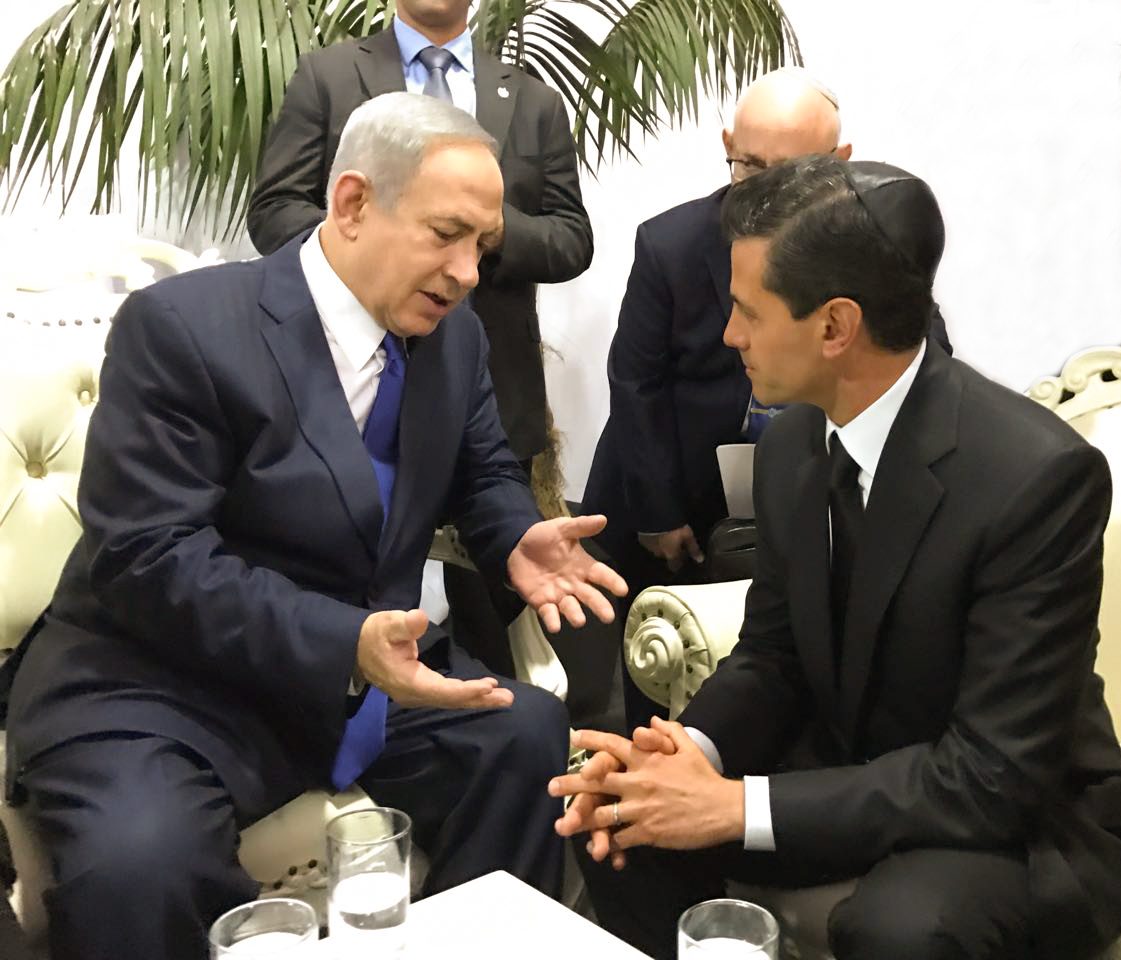
Premier Benjamin Netanyahu en president Enrique Peña Nieto.

## Bilaterale overeenkomsten
Beide landen hebben verschillende bilaterale overeenkomsten ondertekend, zoals de Overeenkomst inzake culturele uitwisselingen (1959); Overeenkomst voor technische samenwerking (1966); Overeenkomst inzake douanesamenwerking (1996); Overeenkomst inzake samenwerking in de strijd tegen de illegale handel in en het misbruik van verdovende middelen en psychotrope stoffen en andere ernstige misdrijven (1997); Overeenkomst inzake wederzijdse bijstand in douanezaken (1998); Overeenkomst ter voorkoming van dubbele belastingheffing en ter voorkoming van belastingontduiking inzake belastingen op inkomen en vermogen (1999); Samenwerkingsovereenkomst tussen ProMéxico en het Israëlische Instituut voor Export en Internationale Samenwerking (2013); Overeenkomst voor samenwerking op het gebied van watertechnologie en waterbeheer (2013); Overeenkomst voor bijstand en technische samenwerking voor het formuleren van strategieën voor de bescherming van de kwaliteit van het grondwater en acties voor het herstel van watervoerende lagen, bescherming en herstel van de kwaliteit van de waterbronnen tussen de Mexicaanse Nationale Commissie voor Water (Conagua) en het Israëlische Waterbedrijf (Mekorot) (2013); Memorandum van Overeenstemming voor Samenwerking op het gebied van Exportkredieten tussen de National Foreign Trade Bank, National Credit Society (Bancomext) en Ashr’a, Israel Foreign Trade Risk Insurance Corporation (2013); Overeenkomst inzake bilaterale samenwerking op het gebied van onderzoek en ontwikkeling in de particuliere industriële sector tussen de Nationale Raad voor Wetenschap en Technologie (CONACyT) en het Israëlische Industriële Centrum voor Onderzoek en Ontwikkeling (2014); en een Overeenkomst over internationale samenwerking voor ontwikkeling, luchtvaartdiensten en exploratie en gebruik van de ruimte voor vreedzame doeleinden (2017).

## Handel
Op 6 maart 2000 ondertekenden beide landen een vrijhandelsovereenkomst. In 2023 bedroeg de wederzijdse handel tussen beide landen 1,2 miljard dollar. De belangrijkste exportproducten van Israël naar Mexico zijn: elektronische en geïntegreerde schakelingen, batterijen, machineonderdelen, chemische producten, medische instrumenten, geprefabriceerde gebouwen, diamanten en fruit. De belangrijkste exportproducten van Mexico naar Israël zijn: gegevensverwerkende machines, telefoons en mobiele telefoons, auto's en andere voertuigen, ijzer en staal, chemische producten, fruit en andere voedingsmiddelen. Mexicaanse multinationals zoals Altos Hornos de México, Grupo Bimbo, Cemex, Orbia en Rassini (onder andere) zijn actief in Israël.

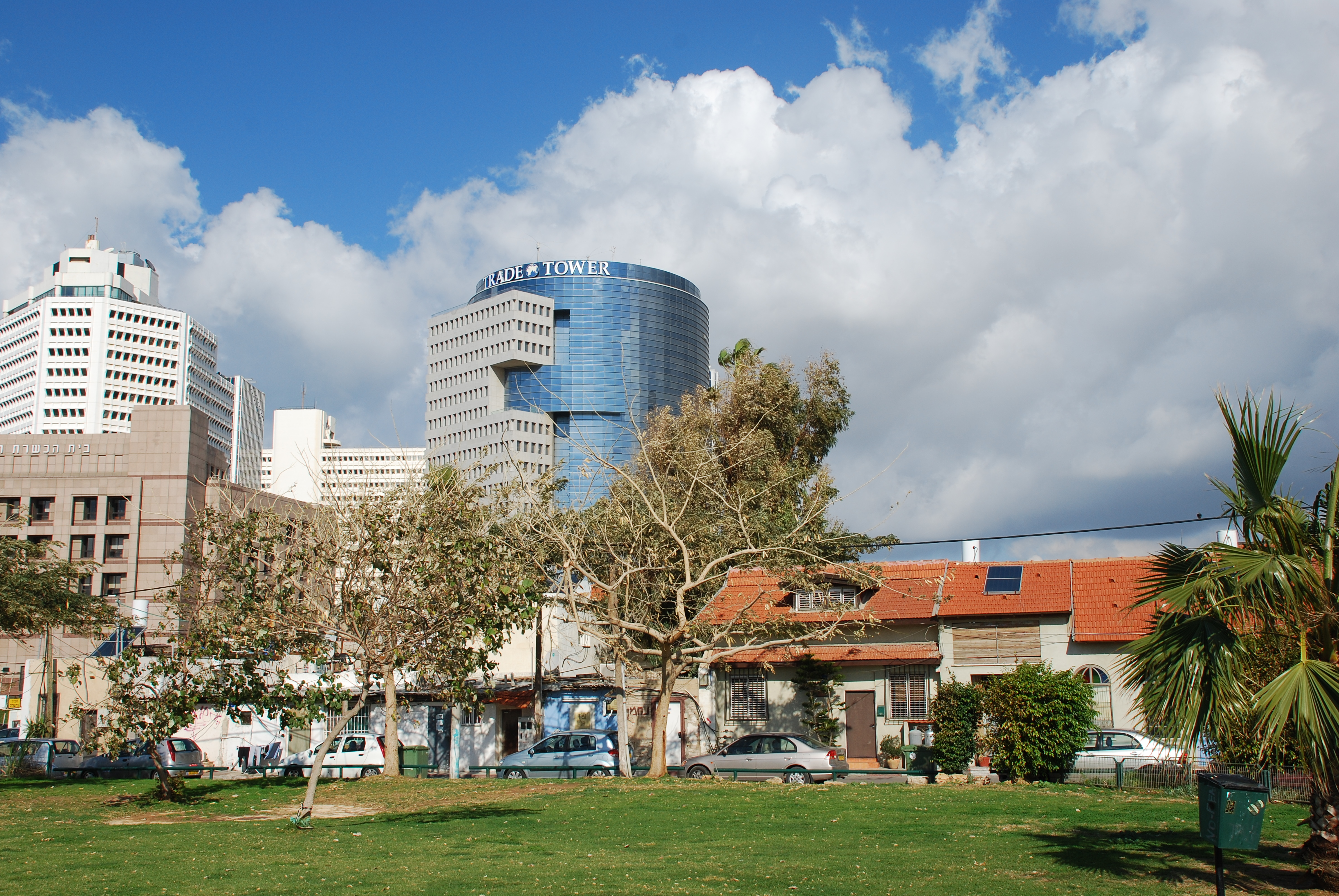
Trade Tower, de thuisbasis van de Mexicaanse ambassade in Tel Aviv.

## Ambassades
- Israël heeft een ambassade in Mexico-Stad.[25]
- Mexico heeft een ambassade in Tel Aviv.[26]